# Rembrandt – målaren och hans modeller
Rembrandt – målaren och hans modeller är en tysk dramatiserad biografifilm i regi av Hans Steinhoff, löst baserad på romanen Zwischen Hell und Dunkel av Valerian Tornius. Liksom många av tidens filmer spelades flera scener in i Studio Babelsberg i Berlin. Filmen hade svensk premiär i mars 1943.
Filmen som handlar om den holländske målaren Rembrandt var en i serien av nazityska biograffilmer som subtilt och allegoriskt infogade propaganda i handlingen. De historiska personerna beskrivs ofta som genier missförstådda av sin samtid, men vars storhet senare kommer att bevisas. I Lexikon des internationalen Films beskrivs filmen som "utmärkt fotograferad, välspelad, men inte fri från nationalsocialistiskt kulturellt inflytande".

## Rollista
- Ewald Balser - Rembrandt
- Hertha Feiler - Saskia van Rijn
- Gisela Uhlen - Hendrickje Stoffels
- Elisabeth Flickenschildt - Geertje
- Theodor Loos - Jan Six
- Aribert Wäscher - Ujlenburgh
- Paul Henckels - Seeghers
- Paul Rehkopf - Bruder Adriaen
- Rolf Weih - Eeckhout
- Helmut Weiss - Cornelis
- Heinrich Schroth - Dr. Tulp
- Karl Dannemann - Banning Cocq
- Hans Hermann Schaufuß - Ruytenburgh
- Erika von Thellmann - Frau Ruytenburgh
- Eduard von Winterstein - van Straaten
- Hans Stiebner - Rademaaker
- Ernst Legal - Bettler